# Prager Handgriff
Prager Handgriff is een Duitse elektro-formatie, die in 1990 in Witten door Stefan Schäfer en Volker Rathmann opgericht werd.
In haar beginjaren bracht de groep uitsluitend enkele demo's op Compact cassette uit; het eerste album, Arglistige Täuschung, verscheen pas in april 1993. Het duo maakt elektronische muziek: Rathmann bedient de synthesizer en muziekcomputer, en Schäfer zingt en bespeelt de elektrische drum. In 1994 verscheen Täterschaft & Teilnahme, dat een doorbraak betekende: met dit album vestigden ze hun naam op de elektro-scène. Het bijzondere aan het tweetal is dat ze de ruwe, zware zangstijl die vooral met harde gitaarmuziek geassocieerd wordt (Neue Deutsche Härte), op elektro toepassen; hun steeds Duitstalige teksten verwijzen daarbij veelal naar de politieke, economische en maatschappelijke problemen waarmee het herenigde Duitsland te kampen heeft.
Het album Handarbeiten, uit 2005, is een dubbele verzamelaar van de beste nummers van Prager Handgriff. De groep verschijnt daarenboven op talloze gothic-samplers.

## Discografie

### Albums
- 1990 Rückstand aus Vormonaten (cassette)
- 1991 Nasciturus (cassette)
- 1992 Retorsion (cassette)
- 1992 Live (cassette)
- 1993 Arglistige Täuschung
- 1994 Täterschaft & Teilnahme
- 1995 Maschinensturm
- 1995 Maschinensturm Live (cassette)
- 1996 Schlagende Wetter
- 1998 XV Jahre E.P.
- 1999 Schindluder
- 2000 Fossile Brennstoffe
- 2002 1000 Feuer
- 2005 Handarbeiten